# Saint-Étienne-de-Saint-Geoirs
Saint-Étienne-de-Saint-Geoirs é uma comuna francesa na região administrativa de Auvérnia-Ródano-Alpes, no departamento de Isère.

## Cidades-irmãs
- Casorate Sempione, Itália (2013)